# Adrián Woll
Adrián Woll (Saint-Germain-en-Laye, 2 dicembre 1795 – Montauban, 1875) è stato un militare e mercenario francese.
La sua carriera militare iniziò nel 1813, quando all'età di diciotto anni si arruolò e prestò servizio in difesa di Parigi in nome di Napoleone Bonaparte. Successivamente si stabilì negli Stati Uniti e poi in Messico; per quest'ultimo Stato combatté contro la Spagna e nel 1832 fu promosso generale. Successivamente combatté sempre per il Messico durante la rivoluzione texana (1835-36) e la guerra messico-statunitense (1846-48). Tornato in Francia nel 1865, dopo la caduta del Secondo Impero Francese si stabilì a Montauban, dove morì all'età di ottanta anni.